# Liste der Kulturdenkmale in Lüttgenrode
In der Liste der Kulturdenkmale in Lüttgenrode sind alle Kulturdenkmale in Lüttgenrode, einem Ortsteil der Gemeinde Osterwieck (Landkreis Harz), aufgelistet. Grundlage ist das Denkmalverzeichnis des Landes Sachsen-Anhalt, das auf Basis des Denkmalschutzgesetzes des Landes Sachsen-Anhalt vom 21. Oktober 1991 durch das Landesamt für Denkmalpflege und Archäologie Sachsen-Anhalt erstellt und seither laufend ergänzt wurde (Stand: 24. Februar 2015). 

## Kulturdenkmale
| Lage                                | Bezeichnung           | Beschreibung | Erfassungs- nummer | Ausweisungsart | Bild           |
| ----------------------------------- | --------------------- | --- | ------------------ | -------------- | -------------- |
| Am Vorwerk (Karte)                  | Forsthof              | | 094 02095          | Baudenkmal     | Weitere Bilder |
| Am Vorwerk 82 (Karte)               | Weg                   | | 094 02133          | Denkmalbereich | Weg            |
| Am Vorwerk 82 (Karte)               | Wohnhaus              | Das Haus ist die ehemalige Königliche Oberförsterei, erbaut wurde sie im Jahre 1765. Vorwerk | 094 02130          | Baudenkmal     | Weitere Bilder |
| Amt 3 (Karte)                       | Kirche St. Laurentius | Klosterruine der Klosterkirche Stötterlingenburg | 094 02132          | Baudenkmal     | Weitere Bilder |
| Amt 92 (Karte)                      | Gutshof               | | 094 02832          | Baudenkmal     | Weitere Bilder |
| Amt 99 (Karte)                      | Gutshof               | Das Gutshaus Stötterlingenburg wurde um 1860 erbaut. Es ist ein zweigeschossiger Bau. Das Haus befindet sich auf dem Berge östlich des ehemaligen Benediktinerinnenklosters Stötterlingenburg, St. Laurentius. | 094 02131          | Baudenkmal     | Weitere Bilder |
| Dorfstraße 41 (Karte)               | Bauernhaus            | | 094 02119          | Baudenkmal     | Weitere Bilder |
| Dorfstraße 42 (Karte)               | Bauernhaus            | | 094 02120          | Baudenkmal     | Weitere Bilder |
| Dorfstraße 58 (Karte)               | Bauernhaus            | | 094 02109          | Baudenkmal     | Weitere Bilder |
| Dorfstraße 62 (Karte)               | Bauernhaus            | | 094 02111          | Baudenkmal     | Bauernhaus     |
| Dorfstraße 75 (Karte)               | Bauernhaus            | Im Felde | 094 02833          | Baudenkmal     | Bauernhaus     |
| Kalte Tüte 32 (Karte)               | Bauernhaus            | | 094 02112          | Baudenkmal     | Weitere Bilder |
| Knabengasse 7 (Karte)               | Bauernhaus            | | 094 02121          | Baudenkmal     | BW             |
| Knabenstraße 63 (Karte)             | Bauernhaus            | | 094 02110          | Baudenkmal     | Bauernhaus     |
| Schulstraße 13 (Karte)              | Schule                | | 094 02122          | Baudenkmal     | Schule         |
| Unter dem Berge                     | Brücke                | Lage unklar | 094 02108          | Baudenkmal     |                |
| Unter dem Berge (Karte)             | Pumpstation           | | 094 02105          | Baudenkmal     | Weitere Bilder |
| Unter dem Berge 109 (Karte)         | Bauernhaus            | Steckhansberg 109 | 094 02097          | Baudenkmal     | Weitere Bilder |
| Unter dem Berge 124 A,B,C,D (Karte) | Schnitterkaserne      | | 094 02099          | Baudenkmal     | Weitere Bilder |
| Unter dem Berge 70                  | Scheune               | Lage unklar | 094 02103          | Baudenkmal     |                |

- siehe auch: Liste der Kulturdenkmale in Osterwieck

## Legende
In den Spalten befinden sich folgende Informationen:
- Lage: Nennt den Straßennamen und wenn vorhanden die Hausnummer des Kulturdenkmals. Die Grundsortierung der Liste erfolgt nach dieser Adresse. Der Link „Karte“ führt zu verschiedenen Kartendarstellungen und nennt die geographischen Koordinaten.
Link zu einem Kartenansichtstool, um Koordinaten zu setzen. In der Kartenansicht sind Baudenkmale ohne Koordinaten mit einem roten bzw. orangen Marker dargestellt und können in der Karte gesetzt werden. Baudenkmale ohne Bild sind mit einem blauen bzw. roten Marker gekennzeichnet, Baudenkmale mit Bild mit einem grünen bzw. orangen Marker.
- Offizielle Bezeichnung: Nennt den Namen, die Bezeichnung oder zumindest die Art des Kulturdenkmals und verlinkt, soweit vorhanden, auf den Artikel zum Objekt.
- Beschreibung: Nennt bauliche und geschichtliche Einzelheiten des Kulturdenkmals, vorzugsweise die Denkmaleigenschaften.
- Erfassungsnummer: Für jedes Kulturdenkmal wird in Sachsen-Anhalt eine 20stellige Erfassungsnummer vergeben. Die letzten zwölf Ziffern werden für die Untergliederung nach Teilobjekten genutzt und werden nur angegeben, soweit vergeben. In dieser Spalte kann sich folgendes Icon  befinden, dies führt zu Angaben zu diesem Baudenkmal bei Wikidata.
- Ausweisungsart: Die Einordnung des Denkmales nach § 2 Abs. 2 DenkmSchG LSA
- Bild: Ein Bild des Denkmales, und gegebenenfalls einen Link zu weiteren Fotos des Kulturdenkmals im Medienarchiv Wikimedia Commons. Wenn man auf das Kamerasymbol klickt, können Fotos zu Kulturdenkmalen aus dieser Liste hochgeladen werden: